# Zax: The Alien Hunter
Zax: The Alien Hunter est un jeu vidéo d'action développé par Reflexive Entertainment et édité par JoWooD Productions, sorti en 2001 sur Windows.

## Accueil
- Jeuxvideo.com : 14/20[1]